# Alpine A210
L'Alpine A210 est un prototype conçu pour courir en endurance (et notamment aux 24 Heures du Mans de 1966 à 1968). Elle était nommée à l'origine M66 (pour « Mans 1966 »). Elle fait suite à une lignée de prototypes qui commence avec la M63 (Mans 1963).

## Historique

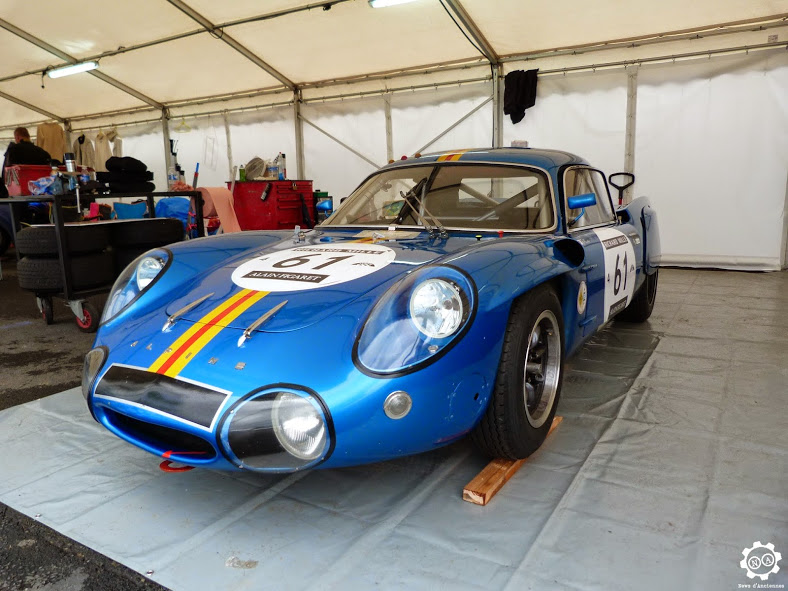
Alpine A210 au Mans Classic 2014

L'Alpine A210 prend la suite des Alpine M63, M64 et M65 de la marque dieppoise pour les courses d'endurance. Elle est initialement conçue pour les 24 Heures du Mans 1966, et est une évolution de la M65. Le châssis est peu modifié, c'est surtout la carrosserie qui est revue pour améliorer l'aérodynamique.
La propulsion est confiée à un petit 4 cylindres en ligne de 1 292 cm3, de puissance 135 ch, développé par Gordini. La boîte de vitesses est à 5 rapports mais peut être soit une Hewland, performante et utilisée pour les courses sprint, soit une Porsche, moins performante mais plus fiable. Un second moteur, un 1L de 115 ch permet à la marque de couvrir une autre catégorie, les 1.15 L.
Six voitures sont engagées aux 24 Heures du Mans et quatre voient l'arrivée, réalisant même un quadruplé dans leur catégorie des prototypes de moins de 1.3 L, la 1 L n'atteignant pas l'arrivée. La victoire à l'Indice de rendement énergétique est remportée par l'équipage Cheinisse-Lageneste.
En 1967, Alpine décide de concourir dans trois catégories, la catégorie 1.3 L et la catégorie des 1 L déjà pratiquées, mais aussi dans la catégorie des moins de 1.6 L. La voiture reçoit donc un nouveau moteur de 1 470 cm3 développant 165 ch.
Si aucune 1 L n'est à l'arrivée des 24 Heures du Mans 1967, les voitures équipées du 1.3 L réalisent le triplé dans leur catégorie, et la seule 1.5 L remporte aussi sa catégorie.
En 1968, Alpine engage toujours des A210 malgré l'arrivée des A220. C'est d'ailleurs une A210 qui se comporte le mieux aux 24h du Mans avec la 1.5 L, mais elle ne peut que figurer moyennement dans sa catégorie, car celle-ci, fusionnée avec les 2L, comprend notamment les Alfa-Roméo 33 et leur gros V8. La catégorie 1.3 L est une nouvelle fois remportée par la marque qui signe même le triplé. Notons que la dernière voiture est une 1L, elle aussi montée de catégorie.
En 1969, Alpine engage une nouvelle fois aux 24 Heures du Mans des A210 et des A220. Sur les quatre A210 engagées, une seule voit l'arrivée, motorisée par le 1 L et avec à son volant Serpaggi et Ethuin qui remportent par la même occasion la victoire à l'Indice de performance. Les 1.3 L et 1.5 L ne voient pas l'arrivée.

## Résultats détaillés aux 24 Heures du Mans

### 1966
| Classement Général | Catégorie   | Classement Catégorie | N° | Ecurie                         | Pilotes                                | Moteur                | Tours Couverts |
| ------------------ | ----------- | -------------------- | -- | ------------------------------ | -------------------------------------- | --------------------- | -------------- |
| 9e                 | Proto 1.3L  | 1er                  | 62 | Société des Automobiles Alpine | Henri Grandsire Leo Cella              | Renault Gordini 1.3 L | 311            |
| 11e                | Proto 1.3L  | 2e                   | 44 | Écurie Savin-Calberson         | Jacques Cheinisse Roger de Lageneste   | Renault Gordini 1.3 L | 307            |
| 12e                | Proto 1.3L  | 3e                   | 45 | Société des Automobiles Alpine | Guy Verrier Robert Bouharde            | Renault Gordini 1.3 L | 307            |
| 13e                | Proto 1.3L  | 4e                   | 46 | Société des Automobiles Alpine | Mauro Bianchi Jean Vinatier            | Renault Gordini 1.3 L | 306            |
| 23e ABD            | Proto 1.3L  | NC                   | 47 | Société des Automobiles Alpine | Berndt Jansson Paul Toivonen           | Renault Gordini 1.3 L | 217            |
| 32e ABD            | Proto 1.15L | NC                   | 55 | Société des Automobiles Alpine | André de Cortanze Jean-Pierre Hanrioud | Renault Gordini 1 L   | 118            |

Victoire à l'Indice de rendement énergétique : n° 44 Cheinisse-Lageneste

### 1967
| Classement Général | Catégorie   | Classement Catégorie | N° | Ecurie                         | Pilotes                              | Moteur                | Tours Couverts |
| ------------------ | ----------- | -------------------- | -- | ------------------------------ | ------------------------------------ | --------------------- | -------------- |
| 9e                 | Proto 1.3L  | 1er                  | 46 | Société des Automobiles Alpine | Henri Grandsire José Rosinski        | Renault Gordini 1.3 L | 321            |
| 10e                | Proto 1.3L  | 2e                   | 49 | Écurie Savin-Calberson         | André de Cortanze Alain Le Guellec   | Renault Gordini 1.3 L | 318            |
| 12e                | Proto 1.3L  | 3e                   | 48 | Écurie Savin-Calberson         | Roger de Lageneste Jacques Cheinisse | Renault Gordini 1.3 L | 311            |
| 13e                | Proto 1.5L  | 1er                  | 46 | Société des Automobiles Alpine | Mauro Bianchi Jean Vinatier          | Renault Gordini 1.5 L | 311            |
| 20e ABD            | Proto 1.3L  | NC                   | 47 | Société des Automobiles Alpine | Jean-Claude Andruet Robert Bouharde  | Renault Gordini 1.3 L | 219            |
| 22e ABD            | Proto 1.15L | NC                   | 56 | Écurie Savin-Calberson         | Gérard Larrousse Patrick Depailler   | Renault Gordini 1 L   | 204            |
| 40e ABD            | Proto 1.15L | NC                   | 58 | Société des Automobiles Alpine | Philippe Vidal Leo Cella             | Renault Gordini 1 L   | 67             |

### 1968
| Classement Général | Catégorie  | Classement Catégorie | N° | Ecurie                         | Pilotes                                 | Moteur                | Tours Couverts |
| ------------------ | ---------- | -------------------- | -- | ------------------------------ | --------------------------------------- | --------------------- | -------------- |
| 9e                 | Proto 2L   | 4e                   | 57 | Écurie Savin-Calberson         | Alain Le Guellec Alain Serpaggi         | Renault Gordini 1.5 L | 289            |
| 10e                | Proto 1.3L | 1er                  | 52 | Société des Automobiles Alpine | Jean-Luc Thérier Bernard Tramont        | Renault Gordini 1.3 L | 288            |
| 11e                | Proto 1.3L | 2e                   | 53 | Trophée Le Mans                | Christian Ethuin Bob Wollek             | Renault Gordini 1.3 L | 282            |
| 14e                | Proto 1.3L | 3e                   | 55 | Société des Automobiles Alpine | Jean-Pierre Nicolas Jean-Claude Andruet | Renault Gordini 1 L   | 272            |

Victoire à l'Indice de rendement énergétique : n° 55 Nicolas-Andruet
Victoire à l'Indice de performance : n° 52 Thérier-Tramont

### 1969
| Classement Général | Catégorie   | Classement Catégorie | N° | Ecurie                         | Pilotes                          | Moteur                | Tours Couverts |
| ------------------ | ----------- | -------------------- | -- | ------------------------------ | -------------------------------- | --------------------- | -------------- |
| 12e                | Proto 1.15L | 1er                  | 50 | Société des Automobiles Alpine | Alain Serpaggi Christian Ethuin  | Renault Gordini 1 L   | 292            |
| 17e ABD            | Proto 1.6L  | NC                   | 45 | Société des Automobiles Alpine | Jean-Claude Killy Bob Wollek     | Renault Gordini 1.5 L | 242            |
| 31e ABD            | Proto 1.3L  | NC                   | 49 | Trophée Le Mans Alpine         | Jacques Foucteau Patrice Compain | Renault Gordini 1.3 L | 97             |
| 43e ABD            | Proto 1.6L  | NC                   | 46 | Écurie Savin-Calberson         | Alain Le Guellec Bernard Tramont | Renault Gordini 1.5 L | 1              |

Victoire à l'Indice de performance : n° 50 Serpaggi-Ethuin